# Хаитов, Рахим Мусаевич
Рахи́м Муса́евич Хаи́тов (6 января 1944, Самарканд — 11 марта 2022, Москва) — советский и российский иммунолог, академик РАН, РАМН, доктор медицинских наук, профессор. Директор Института иммунологии России (1988—2014). Являлся главным внештатным аллергологом-иммунологом Министерства здравоохранения Российской Федерации и заведующим кафедрой клинической аллергологии и иммунологии МГМСУ.
Лауреат Государственной премии РФ, дважды лауреат премии Правительства РФ, заслуженный деятель науки РФ.

## Биография
Родился 6 января 1944 года в Самарканде в семье медиков Мусы Назаровича Хаитова (1912—1976) и Закии Маруфовны Расули (1921—1999). Окончил Самаркандский государственный медицинский институт им. И. П. Павлова (1967). В 1968 году защитил кандидатскую диссертацию («всего через шесть месяцев после окончания института», — вспоминал Р. М. Хаитов), посвящённую посттравматической регенерации тканей после воздействия ионизирующей радиации. В 1972 году защитил докторскую диссертацию по проблемам, связанным с трансплантацией кроветворных тканей облучённым реципиентам («в 28 лет я был уже доктором медицинских наук — самым молодым доктором в Советском Союзе»).
Р. М. Хаитов вспоминал, что в студенческие годы большое впечатление на него произвела попавшаяся ему книга Р. В. Петрова, и он решит стремиться после окончания вуза найти её автора и работать у него, что ему после ряда мытарств удастся достичь: «Мне было 24 года, приехал в Москву, попал в Институт биофизики в лабораторию Петрова. И с тех пор мы вместе». Академик Рэм Петров называл Р. М. Хаитова — «один из лучших моих учеников, с которым мы так потом в паре и работали всю жизнь».
С образованием в 1983 году по инициативе Р. В. Петрова Института иммунологии Петров стал его директором, а Р. М. Хаитов — его первым заместителем. В 1988 году Р. М. Хаитов сменил Петрова на посту директора института, он также заведовал в нём отделом физиологии и генетики иммунной системы. В 2014 году на посту директора Р. М. Хаитова сменил его сын М. Р. Хаитов, а Р. М. Хаитов стал научным руководителем института.
Возглавляет созданную в 2005 году кафедру клинической аллергологии и иммунологии ФПДО МГМСУ.
На 2009 год под руководством Р. М. Хаитова выполнены и защищены 62 кандидатские и 34 докторские диссертации.
Является президентом Российской ассоциации аллергологов и клинических иммунологов, экспертом ВОЗ по проблемам иммунологии. Входит в состав Совета при Президенте Российской Федерации по науке, технологиям и образованию, а также в научный совет Министерства здравоохранения Российской Федерации.
Главный редактор журналов «Иммунология» и «Физиология и патология иммунной системы». Входит в состав экспертной комиссии редакционно-издательского комитета по подготовке «Федерального руководства для врачей по использованию лекарственных средств», является членом Научно-редакционного совета Регистра лекарственных средств России.
23 марта 1991 года избран членом-корреспондентом, а 14 февраля 1997 года — действительным членом РАМН. Академик РАН с 25 мая 2006 года по Отделению биологических наук (физиология иммунной системы).
На 2009 год является автором 450 публикаций, 10 монографий, 2 учебников. Имеет 28 авторских свидетельств и 11 патентов.
В 2006 году вышел учебник Р. М. Хаитова «Иммунология», в 2007 году под его общей редакцией в серии руководств для практикующих врачей издано фундаментальное руководство «Рациональная фармакотерапия аллергических заболеваний», в 2009 году под его редакцией в серии «Национальные руководства» вышло национальное руководство «Аллергология и иммунология».
Был женат на Кариме Нигматуллаевне Хаитовой (род. 1944). Сын — Муса (род. 1979), также учёный-иммунолог, член-корреспондент РАН (2016). Дочери: Малика (род. 1966) и Дильором (род. 1968).
Скончался 11 марта 2022 года в Москве на 79-м году жизни. Похоронен на Троекуровском кладбище (уч. 35). 21 июня 2023 года на могиле Рахима Хаитова состоялось открытие памятника. Авторами выступила студия Микаэля и Ваге Согоян.

## Научная деятельность
Совместно с Р. В. Петровым P. M. Хаитовым впервые исследованы инфекционные и иммунологические процессы при радиационном поражении; обнаружена зависимость реакции иммунной системы организма на чужеродное вещество от генотипа (генетический контроль иммунного ответа). Ими установлены механизмы взаимодействия клеток иммунной системы с кроветворными стволовыми клетками, исследована часть генома человека, осуществляющая регуляцию иммунного ответа. Разработаны методы оценки функции генов иммунного ответа в реализации таких важнейших биологических функций человека, как репродуктивный процесс, устойчивость к влиянию окружающей среды.
Р. В. Петровым и P. M. Хаитовым выявлены новые гены комплекса совместимости органов и тканей человека и внедрена система подбора тканесовместимых пар для пересадки органов и костного мозга.
Учитывая ведущую роль иммунной системы в процессах развития болезней (патогенезе), Р. В. Петров и P. M. Хаитов выполнили целый ряд приоритетных работ по созданию основ перспективной генодиагностики, методов лечения ряда аутоиммунных и онкологических заболеваний и новых лекарственных препаратов на основе открытых авторами регуляторных факторов. Ими впервые разработаны искусственные антигены — наноструктуры, мобилизующие возможности иммунной системы. Созданы и применяются в медицинской практике новые эффективные иммуномодуляторы, нановакцины против ряда социально значимых инфекционных заболеваний, принципиально новый класс препаратов для иммунотерапии аллергий.
Р. В. Петровым и P. M. Хаитовым проведена оценка иммунного и аллергологического статуса больших контингентов взрослого и детского населения и создана иммунологическая карта России. Ими созданы первые кафедры и институт иммунологии и ведётся активная подготовка профессиональных иммунологов. Разработанные авторами образовательные программы реализуются с 1972 года, утверждена врачебная специальность врач-иммунолог-аллерголог, учебники авторов по иммунологии многократно переиздавались.

## Награды
- Государственная премия Узбекской ССР[4]
- Государственная премия Российской Федерации (2001)— за работу «Конъюгированные полимерсубъединичные иммуногены и вакцины»
- Государственная премия Российской Федерации (2011) — за выдающиеся достижения в научном и практическом развитии отечественной иммунологии[11]
- Орден «За заслуги перед Отечеством» III степени (2010)
- Орден «За заслуги перед Отечеством» IV степени (2005)
- Орден Почёта (1997)[12]
- Орден Трудового Красного Знамени
- Орден «Знак Почёта»
- Премия Ленинского комсомола (1973) — за экспериментальный анализ практически значимых проблем трансплантации кроветворных тканей облученным реципиентам
- Премия имени А. А. Богомольца АМН СССР
- Премия имени И. И. Мечникова РАН
- Премия Правительства РФ (1996)
- Почётная грамота Президента Российской Федерации (27 апреля 2015) — за достигнутые трудовые успехи, активную общественную деятельность, заслуги в патриотическом воспитании молодёжи и многолетнюю добросовестную работу[13]
- Заслуженный деятель науки Российской Федерации (21 февраля 1992) — за заслуги в научно-педагогической деятельности[14]

## Из библиографии
- Иммуногенетика и иммунология: резистентность к инфекции / Р. М. Хаитов, В. М. Манько, Л. П. Алексеев и др. — Ташкент : Изд-во им. Ибн Сины, 1991. — 454,[2] с.; 22 см; ISBN 5-638-00192-1
- Иммуногенетика человека и биобезопасность / М. А. Пальцев, Р. М. Хаитов, Л. П. Алексеев. — Москва : Медицина, 2007. — 143 с. : ил., табл., цв. ил.; 22 см; ISBN 5-225-03913-8
  - Иммуногенетика человека и биобезопасность / М. А. Пальцев, Р. М. Хаитов, Л. П. Алексеев. — 2-е изд., перераб. и доп. — Москва : Медицина, 2009. — 255, [1] с. : ил., табл., цв. ил.; 22 см; ISBN 5-225-03382-2
- Иммуногенетика и биобезопасность / Хаитов Р. М., Алексеев Л. П. ; [ФГБУ «ГНЦ Ин-т иммунологии» ФМБА России]. — Москва : Миттель Пресс, 2014. — 230 с. : ил., портр.; 25 см; ISBN 978-5-212-01303-1
- Иммуногеномика и генодиагностика человека : национальное руководство / Р. М. Хаитов, Л. П. Алексеев, Д. Ю. Трофимов. — Москва : ГЭОТАР-Медиа, 2017. — 255 с., [24] л. цв. ил., табл. : табл.; 21 см. — (Национальное руководство).; ISBN 978-5-9704-4139-8 : 3000 экз.